# Mihla
Mihla là một đô thị trong huyện Wartburg ở bang Thüringen, Đức. Đô thị này có diện tích 31,58 km². Dân số cuối năm 2006 là 2352 người.